# Yvonne y Christine Lerolle al piano
Yvonne y Christine Lerolle al piano (en francés: Yvonne et Christine Lerolle au piano) es un cuadro del pintor francés Pierre-Auguste Renoir, realizado en 1897 y conservado en el Museo de la Orangerie de París.

## Descripción
El cuadro, terminado en 1897, fue comprado por Henri Roujon durante la exposición dedicada al pintor. Animado por Stéphane Mallarmé, Roujon quiso crear una colección de obras de artistas vivos, de arte contemporáneo y así, ser exhibidas permanentemente en el palacio de Luxemburgo, en París: se trata de un detalle que hace comprender bien cómo al final del siglo XIX Renoir ya se había convertido en uno de los artistas franceses más famosos. Actualmente el cuadro se exhibe en el Museo de la Orangerie.
Así como el cuadro anterior, Muchachas al piano, también Yvonne y Christine Lerolle al piano es muy significativo en el plano formal ya que la materia pictórica aquí ya no es tratada con el estilo estrictamente lineal de la década anterior, sino con una frescura renovada y una recuperación de armonías cromáticas propias de la fase impresionista del pintor. Ser retratado en el entorno cotidiano es un tema muy querido por el coleccionismo burgués: el de las chicas inmersas en un entorno hogareño, ya sea jugando, leyendo o - como en este caso - practicando ejercicios musicales. Renoir describe minuciosamente varios detalles particulares del ambiente doméstico en donde se encuentran las jóvenes, centrándose especialmente en las dos pinturas colgadas en la pared, en este caso Fantini al principio y Grupo de bailarinas, ambos de Degas. El color dominante es el blanco del vestido de la joven en primer plano, que sin embargo no se disuelve en la impregnada luminosidad que inunda a las jóvenes, determinando una atmósfera considerada fría en su totalidad.
Son diversos los modelos iconográficos que Renoir aborda en este lienzo. Trasparente es la referencia a las pinturas de su contemporánea Berthe Morisot, pintora impresionista a quien le encantaba pintar escenas domésticas de este tipo: en el siglo XIX, en efecto, la casa adquirió nuevos significados, y se convirtió en un lugar donde refugiarse del frenesí alienante e impersonalización crecientes de la civilización moderna. La escena, en su conjunto, se vincula, además, a las escenas de género de los pintores holandeses del siglo XVII, sobre todo a Vermeer, autor de pinturas que se distinguen por su suave calma nacarada.